# Blondie (Comic)
Blondie ist ein noch heute veröffentlichter Comicstrip von Chic Young, dessen erste Folge am 8. September 1930 erschien. Er gehört zu den erfolgreichsten Familiencomics, in seinen Folgen begleitet der Leser alltägliche Episoden im Leben von Blondie und ihrer Familie.

## Inhalt
Der Comic beginnt mit der Vorsprache von Dagwood Bumstead (im Deutschen: Dankwart Bumskopp) bei seinem Vater, um ihm seine Freundin Blondie Boopadoop, ein sorgenfreies Mädchen, das gerne flirtet und tanzen geht, vorzustellen. Dem Vater gefällt die Freundin gar nicht und er sperrt sich lange Zeit gegen eine geplante Hochzeit. 1933 findet die Hochzeit endlich statt, nachdem Dagwood in einen 28 Tage andauernden Hungerstreik getreten ist. Aufgrund der Hochzeit wird Dagwood jedoch enterbt und muss fortan seinen Lebensunterhalt in der „J. C. Ditters Construction Company“ erwerben.
Blondie und Dagwood leben in einer nicht näher erkennbaren Vorstadt und bekommen nach gut einem Jahr einen Sohn (Alexander). 1941 kommt Tochter Schnucki zur Welt.
Obwohl man sich bemüht, Blondie kaum zu verändern, wurden im Laufe der Jahre einige Details dem Zeitgeschehen angepasst. So ist Blondie keine einfache Hausfrau mehr, sondern sie und Tootsie Woodley eröffnen 1991 eine Catering-Firma – Blondie wird seither oft mit Laptop dargestellt – und sie müssen Beruf, Familie sowie den Haushalt organisieren. Die behandelten Themen reichen von Fragen der Kindererziehung über Streitigkeiten mit dem Nachbarn Herb Woodley bis zum Leben von Dankwart, seinem jederzeit vorhandenen Hunger und den Konflikten mit seinem Boss Ditters.

## Produktion und Veröffentlichungen
Chic Young überließ die Zeichnungen ab 1950, als seine Sehkraft nachließ, Jim Raymond, schrieb aber bis zu seinem Tod im Jahre 1973 die Geschichten. Danach übernahm sein Sohn Dean Young die Arbeit als Autor. Ab 1981 zeichnete Michael Gersher, von 1984 bis 1997 Stan Drake die Strips. Seit 1998 werden die Zeichnungen von Denis Lebrun gefertigt.
Aus dem Stoff der Comicstrips wurden von Columbia Pictures zwischen 1937 und 1951 auch über 20 B-Movies produziert, Penny Singleton und Arthur Lake spielten Blondie und Dagwood. Ab 1942 erschienen eigene Comichefte, 1957 wurde eine Fernsehserie mit Pamela Britton als Blondie produziert. Eine weitere Fernsehserie wurde 1968 produziert.
Blondie erschien 2004 in 55 Ländern in 2000 Zeitungen.
In deutscher Sprache erscheint Blondie derzeit u. a. in der Westdeutschen Allgemeinen Zeitung und im Darmstädter Echo.